# Torneio Roberto Gomes Pedrosa 1967
Torneio Roberto Gomes Pedrosa 1967 – pierwsza edycja brazylijskiego ogólnokrajowego turnieju piłkarskiego rozgrywanego corocznie w latach 1967–1970. Trwała od 5 marca do 8 czerwca 1967. Zwycięzcą została drużyna SE Palmeiras.

## Finał turnieju
Z przeprowadzonych wcześniej eliminacji do finału turnieju awansowały: Corinthians Paulista i SC Internacional (z grupy "A") oraz SE Palmeiras i Grêmio Porto Alegre (z grupy "B"). Drużyny rozegrały finał systemem "każdy z każdym" w dwóch rundach.
Wyniki meczów finałowych:
20 maja: Corinthians Paulista - Grêmio 2-1
21 maja: SC Internacional - SE Palmeiras 1-2
24 maja: Corinthians Paulista - SE Palmeiras 2-2
24 maja: Grêmio - SC Internacional 1-1
28 maja: Corinthians Paulista - SC Internacional 0-1
28 maja: Grêmio - SE Palmeiras 1-1
1 czerwca: SE Palmeiras - SC Internacional 0-0
1 czerwca: Grêmio - Corinthians Paulista 0-1
4 czerwca: SE Palmeiras - Corinthians Paulista 1-0
4 czerwca: SC Internacional - Grêmio 0-0
7 czerwca: SC Internacional - Corinthians Paulista 3-0
8 czerwca: SE Palmeiras - Grêmio 2-1
Końcowa tabela finału:
|   | drużyna              | pkt | m | z | r | p | gz | gs |
| - | -------------------- | --- | - | - | - | - | -- | -- |
| 1 | SE Palmeiras         | 9   | 6 | 3 | 3 | 0 | 8  | 5  |
| 2 | SC Internacional     | 7   | 6 | 2 | 3 | 1 | 6  | 3  |
| 3 | Corinthians Paulista | 5   | 6 | 2 | 1 | 3 | 5  | 8  |
| 4 | Grêmio               | 3   | 6 | 0 | 3 | 3 | 4  | 7  |